# Chute de Ditinn
La chute de Ditinn est une chute d'eau de la Moyenne Guinée située dans la commune de Ditinn.

## Descriptions
La chute de Ditinn mesure environ 120 mètres de hauteur sur la vallée de la Ténée. Elle coule toute l'année, mais elle est la plus belle en saison pluvieuse,.

## Galeries

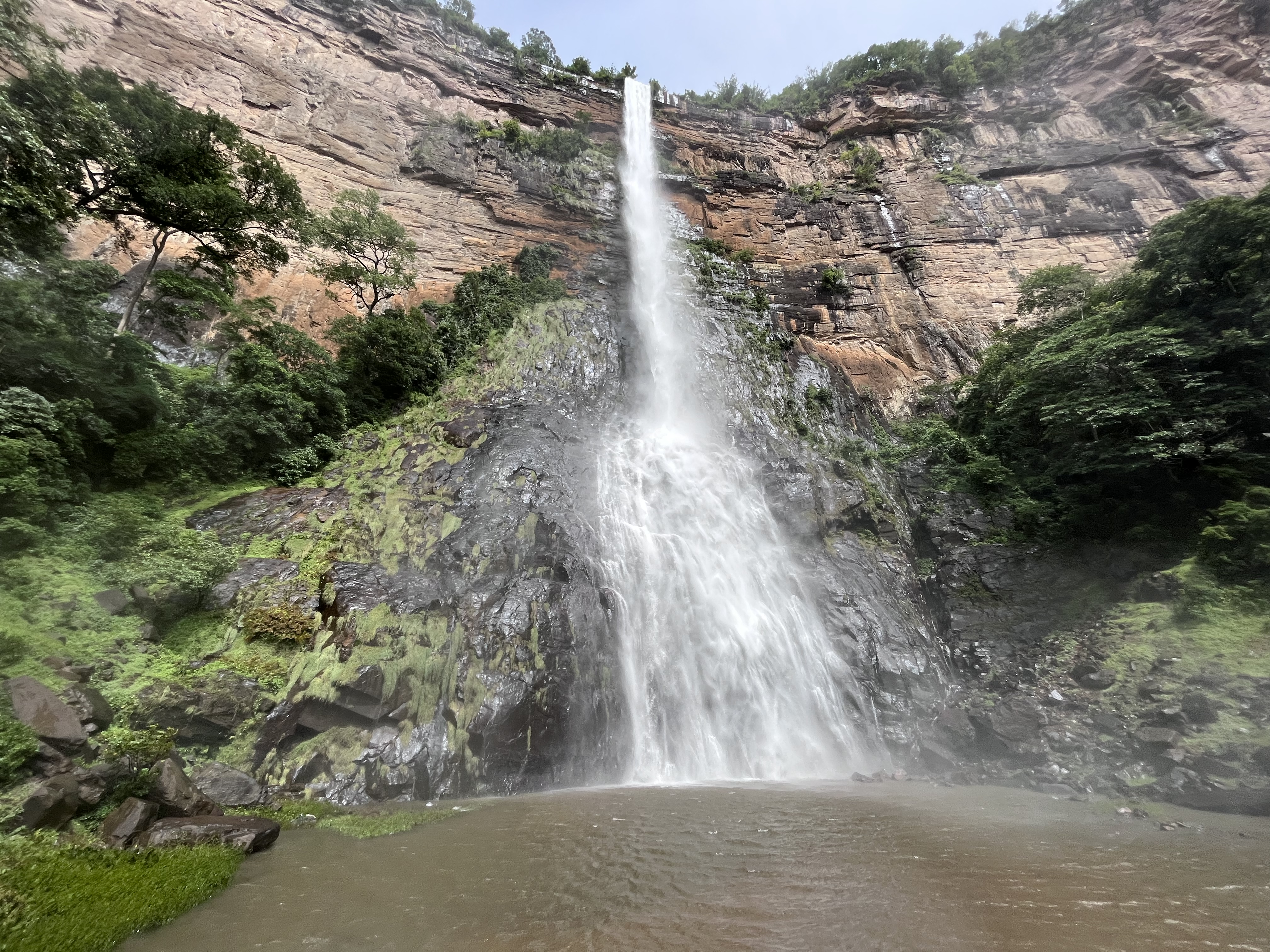
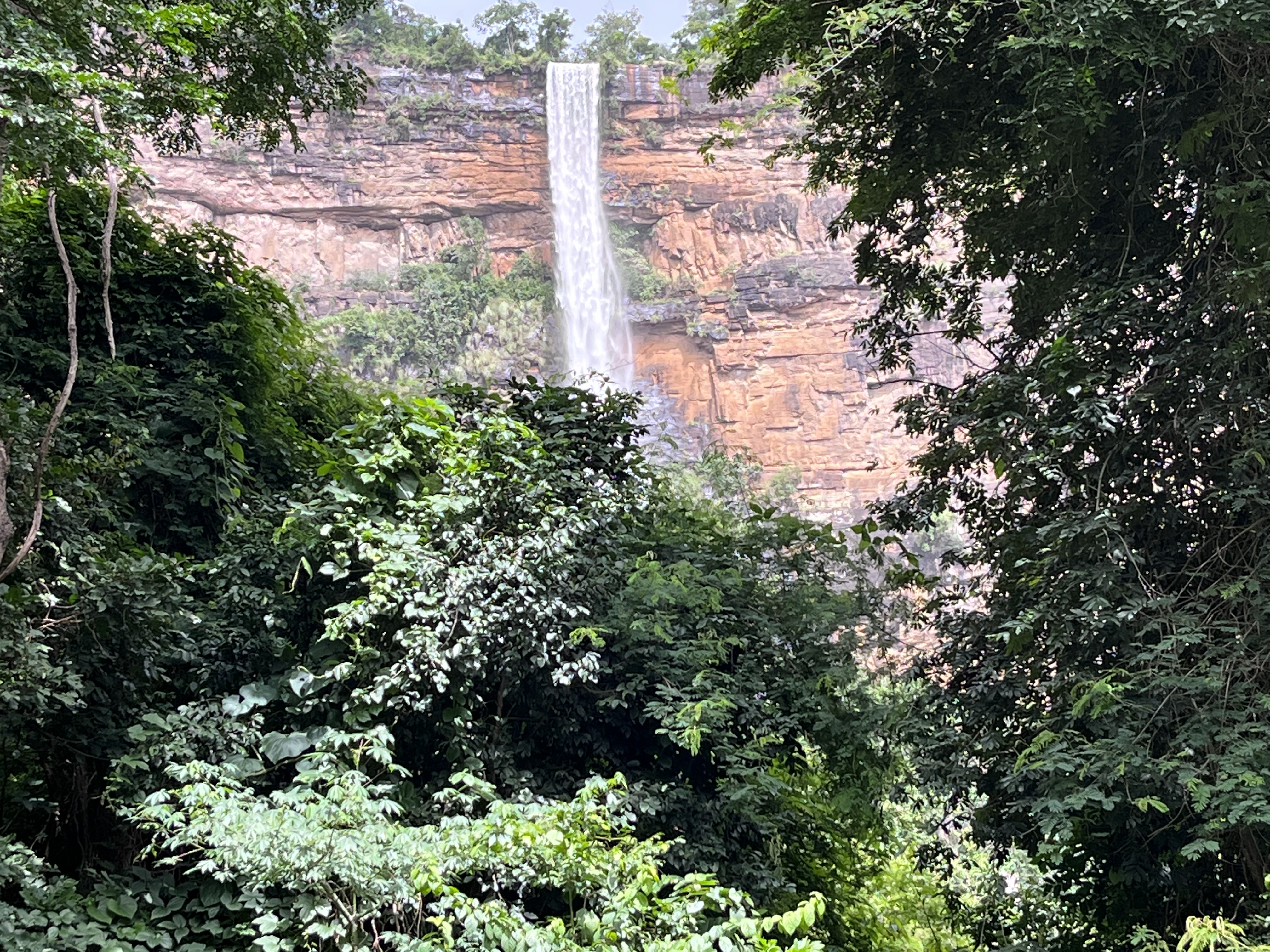
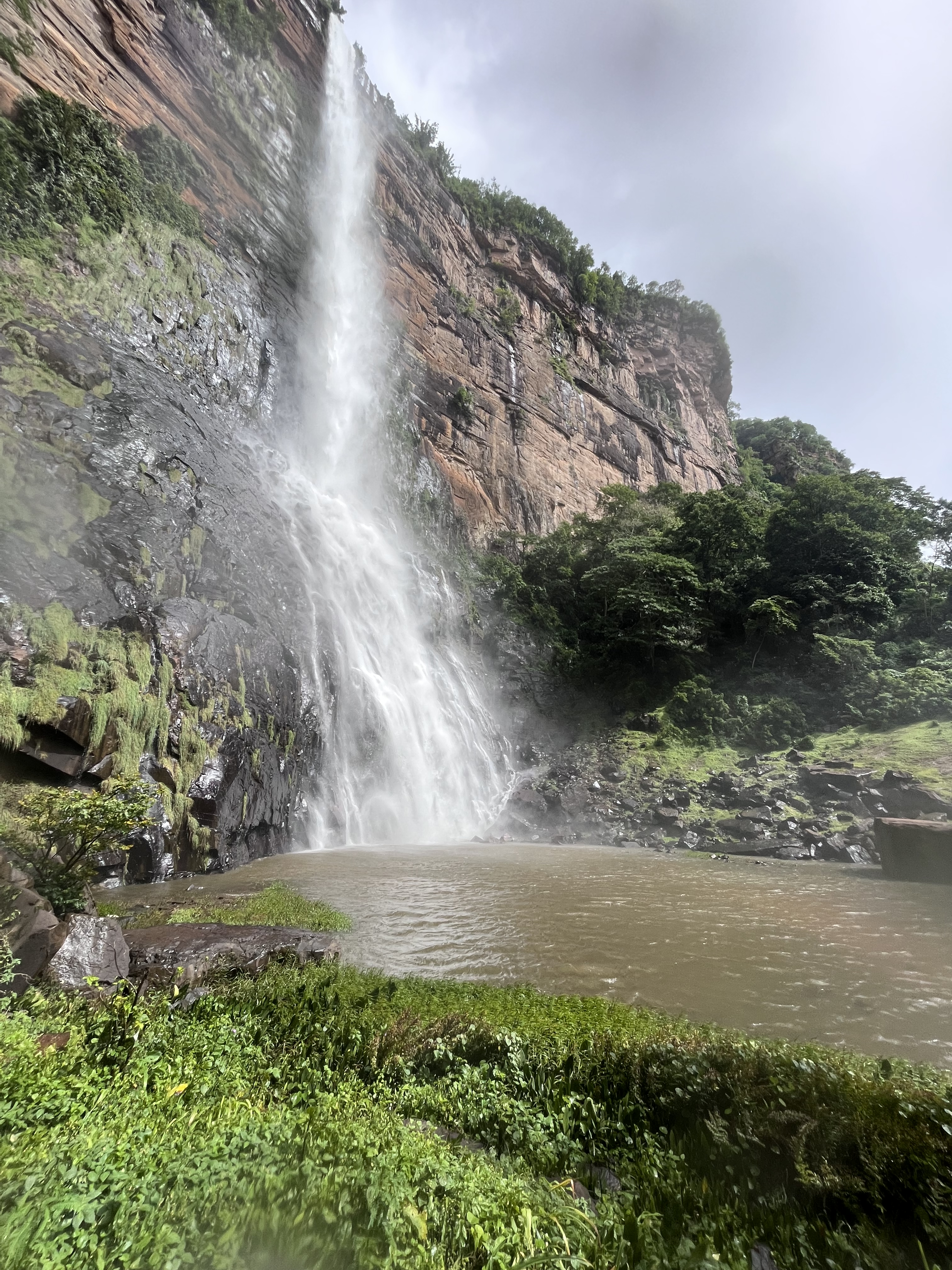
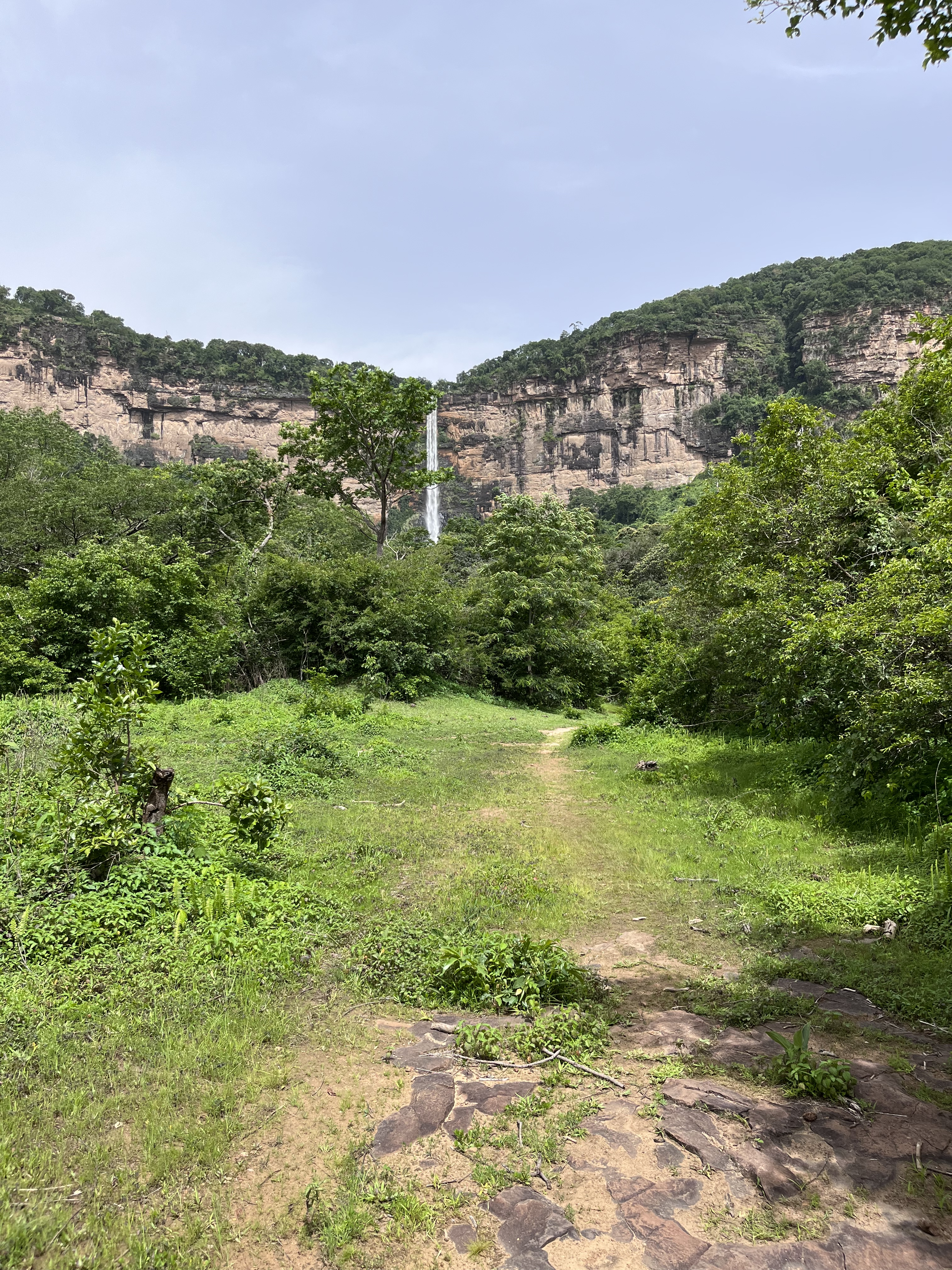